# Dubrivka, Irșava
Dubrivka (în ucraineană Дубрівка) este localitatea de reședință a comunei Dubrivka din raionul Irșava, regiunea Transcarpatia, Ucraina.

## Demografie
Componența lingvistică a localității Dubrivka
     Ucraineană (99,2%)
     Alte limbi (0,8%)
Conform recensământului din 2001, majoritatea populației localității Dubrivka era vorbitoare de ucraineană (99,2%), existând în minoritate și vorbitori de alte limbi.